# Jonatan Valle Trueba
Jonatan Valle Trueba (nascut el 30 de desembre de 1984 a Santander) és un futbolista professional càntabre que pot jugar en la demarcacions de davanter i mitjapunta. També s'adapta a ambdues bandes. Actualment juga al Bergantiños de la Tercera Divisió Gallega.

## Trajectòria
És fill d'un futbolista de cert prestigi a nivell regional, davanter del Cayón. Procedent de les categories inferiors de l'equip càntabre, Jonatan va destacar des de molt jove en l'equip del seu barri, el Monte. En diversos tornejos infantils va coincidir amb algunes estrelles ja consagrades com José Antonio Reyes i Andrés Iniesta. En 1996 en categoria aleví va conquistar amb el Racing el torneig Brunete, guanyant en la final l'Albacete Balompié d'Iniesta. Va ser designat el millor jugador del torneig.
A Jonatan el volien Ajax i FC Barcelona. El Racing va decidir blindar-lo. En 1999 i amb tan sols 14 anys va ser concentrat amb el primer equip en Dwingeloo de la mà de Gustavo Benítez.
Va debutar a Segona B amb el Racing B el 9 de setembre de 2002 en un xoc davant la Peña Sport. Va jugar el seu primer partit en Primera el 21 de juny de 2003 en un encontre que enfrontava al Racing amb Osasuna. En el Nadal de 2003, va signar contracte professional amb el Racing, per cinc anys. En la seva primera etapa com racinguista no va aconseguir guanyar la confiança de l'entrenador i va mantenir males relacions amb el públic d'El Sardinero, que en part li retreia falta de professionalitat. Diverses vegades va ser detingut per la policia pel seu nivell de alcoholemia o per conduir sense carnet. També va tenir una batussa al costat d'altre jugador, Fernando Marqués a altes hores de la nit encara que ells van sortir sense càrrecs de l'assumpte. Va estar tontejant amb el món de la boxa, però va decidir seguir la seva carrera de futbolista.
La temporada 2005/2006 en un any de sofriment per al Racing va esdevenir un revulsiu per a l'equip càntabre sortint en les segones parts i revolucionant l'equip amb pinzellades de qualitat. La temporada 06/07 va ser cedit al Màlaga CF de Segona Divisió per a disposar de minuts i madurar.
La temporada 2007/2008 va tornar al Racing on Marcelino li va comunicar que comptava amb ell però les lesions (3 consecutives) no li van permetre ni tan sols estar a la disposició del tècnic fins a la 2a volta.
La temporada 2008/2009 Juan Ramón López Muñiz no compta amb ell per al primer equip del Racing i és cedit a la SD Ponferradina amb la qual realitza una notable temporada. La temporada temporada 09-10 fitxa pel CE Castelló, tot i que el Racing de Santander es guarda una opció de compra sobre el jugador de dos anys de durada.